# Cucina ragusana

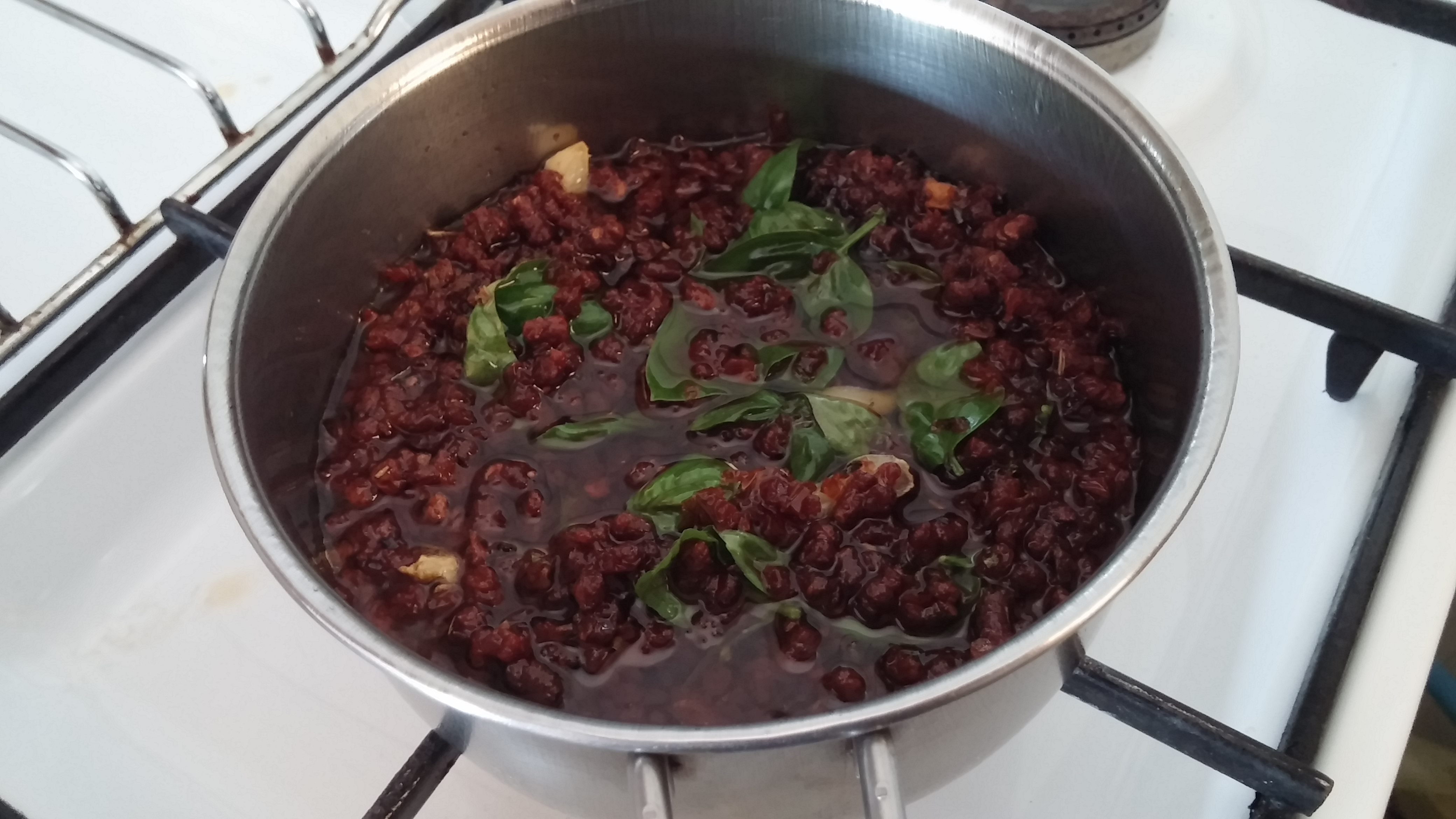
Capuliato

La cucina ragusana è pregnante di vari sapori e legata soprattutto alle usanze del mondo contadino: solitamente, in ossequio alle tradizioni, le pietanze vengono impiattate in maniera semplice, senza accademici ornamenti.
Rilevanti sono gli allevamenti zootecnici (vaccini, ovino/caprini, e recentemente anche bufalini), le coltivazioni di cereali come il frumento nonché le produzioni di olive, legumi e ortaggi oltre a varie erbe selvatiche come il finocchietto selvatico, l'amaredda e tante altre. La cucina iblea abbonda di formaggi e latticini, alcuni famosi come la Ricotta iblea PAT o il Caciocavallo Ragusano DOP. Oltre ai molti dolci poi, ci sono comunque anche piatti tipici a base di pesce, infatti l'area si affaccia sullo Stretto di Sicilia.

## Pietanze tipiche più famose

### Primi piatti
Tra i primi piatti si hanno:

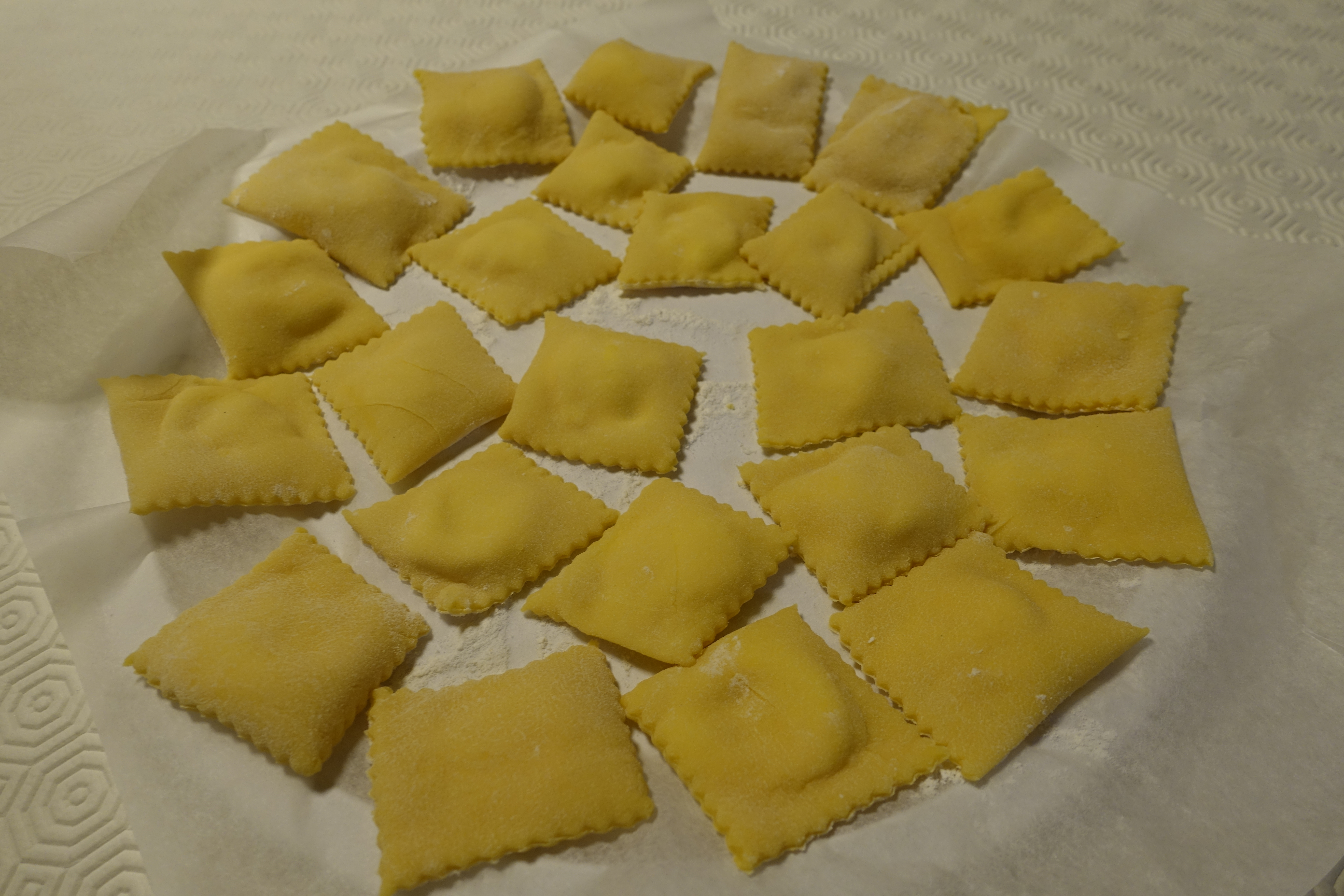
Ravioli (di ricotta), il più tipico primo piatto del ragusano

- A pasta ri casa - pasta fatta in casa come i ravioli di ricotta conditi quasi sempre con sugo di maiale (talvolta anche con olio e caciocavallo), cavati, cavatuna, tagliatelle.
- Maccu - fave secche accompagnate dal finocchietto selvatico e talvolta con la pasta.
- Manichi 'i fauci - fave e legumi cotti con carne e cotenne di maiale.
- Pasta co capuliato, tipica di Vittoria - aglio, olio extra vergine d'oliva e capuliato, con l'aggiunta di basilico o prezzemolo alla fine. Può essere arricchita con molliche di pane fritte, pangrattato e formaggio grattugiato.[2][3][4]
- meritano menzione i vari primi piatti a base di salse di molte varietà di pomodori, coltivati soprattutto nella piana di Vittoria. Le varietà oggi identificate come Pomodoro di Vittoria PAT sono: Ciliegino, Grappolo Rosso, Vesuviano, Verde semicostoluto, Verde Lungo, Datterino, Ovetto, Cuore di Bue e San Marzano.[5]
- Principissedda con sugo di San Giuseppe (Santa Croce Camerina): pasta condita con salsa di pomodoro passata, chiodi di garofano, cannella e foglie di alloro.[6]
- Cavatoni con lenticchie e cime di finocchietto selvatico.
- Pasta che Paddunedda: piatto modicano fatto con pasta di casa, servita con brodo e polpettine di carne.[7]
- Lolli che i favi, ovvero una pasta casareccia simile a degli gnocchetti, serviti con fave bollite o con una purea di fave cioè u "macco". (Modica)
- Pasta con i tenerumi: minestra con le foglie di una zucchina stretta e lunghissima dal colore verde chiarissimo.[8]
- Pasta ca cucuzza longa ovvero pasta con la zucchina lunga (lagenaria longissima).[8]
- Ravioli di ricotta al nero di seppia.[9]
- Pasta e ricotta

### Secondi piatti e contorni
Tra i secondi piatti invece:

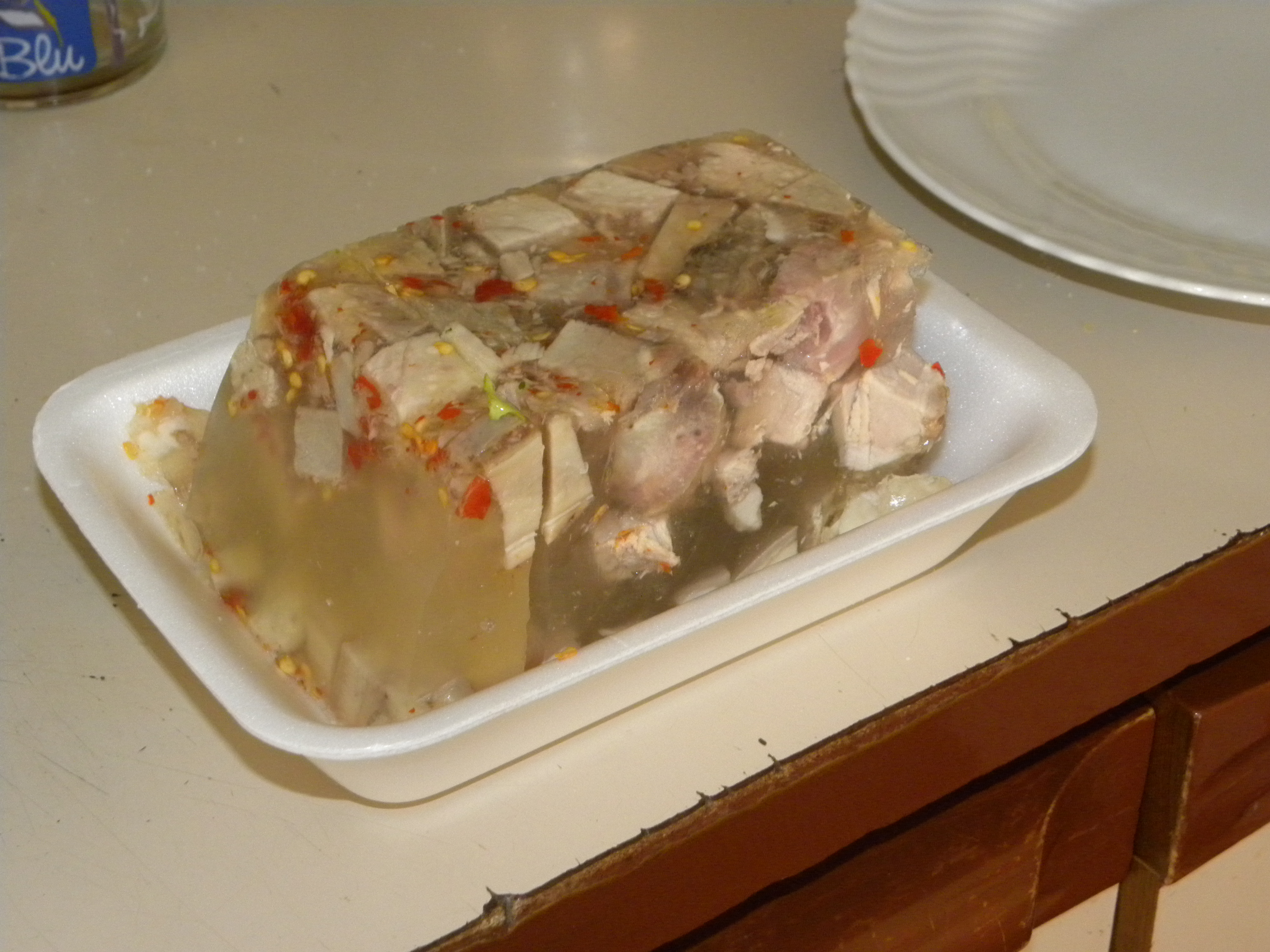
Liatina

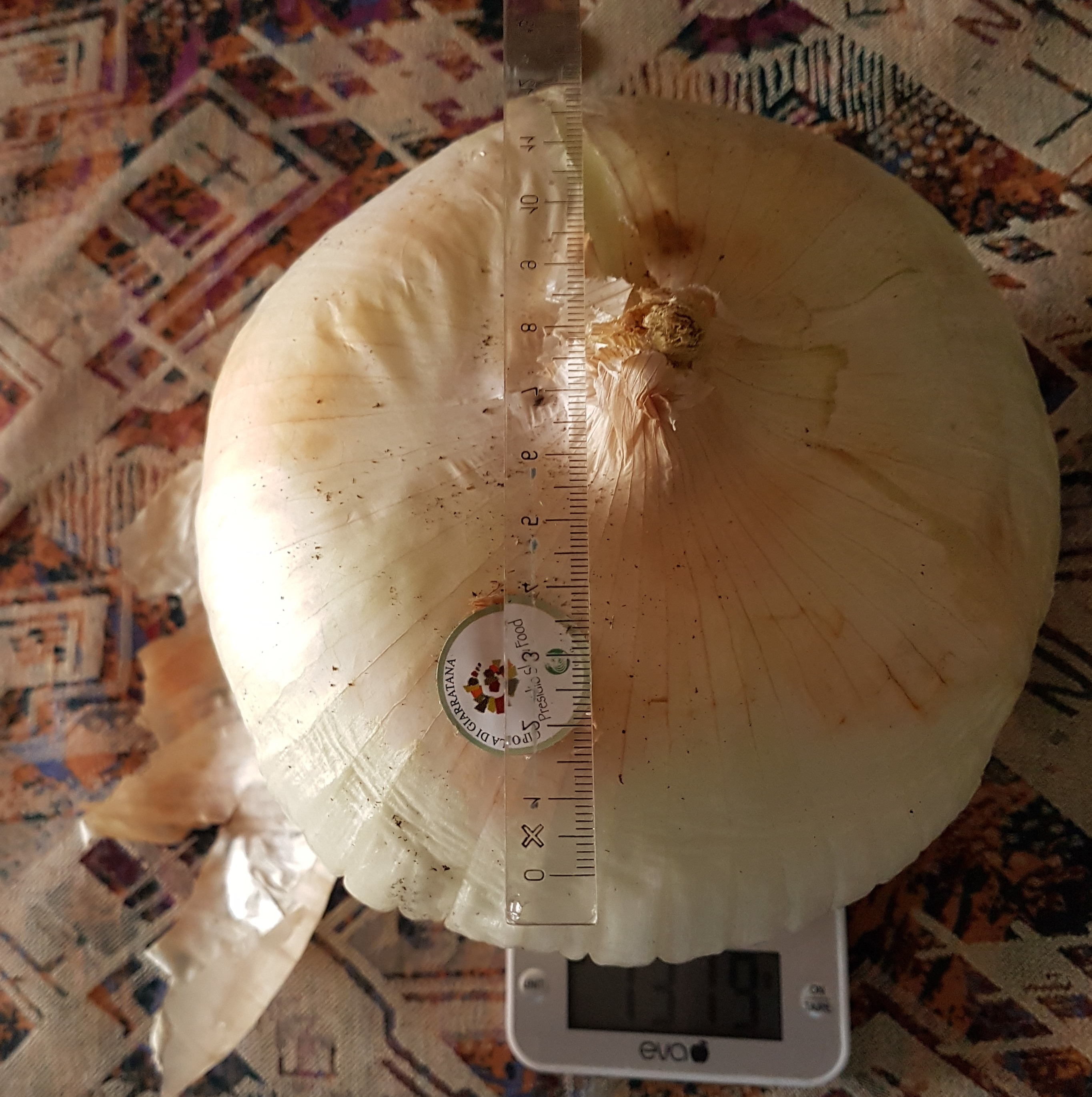
Cipolla di Giarratana pesata e misurata

- Cunigghiu 'a pattuisa con patate - cioè coniglio aromatizzato con menta, salvia, rosmarino, aglio (o cipolla), alloro, olive, aceto e/o vino, cotto in pentola o in padella.
- Cunigghiu ‘a stimpirata.[10]
- Iaddina co cinu - gallina ripiena con riso e carne trita.
- Liatina PAT- gelatina di maiale con peperoncino.
- Pisci r'ovo (frittata)[11] d'amaredda.[6]
- Frittata di asparagi selvatici.[6]
- Frittata di fave verdi.[6]
- Frittata mista, solitamente o con fave verdi e asparagi selvatici o con amaredda e fave verdi.
- Carciofi ripieni con pangrattato tostato, condito con aglio, olio, prezzemolo e riso.[4] (Vittoria)
- Carciofi imbottiti di pan grattato e salsiccia.[12]
- Zucca gialla fritta, condita con aceto, olive nere e talvolta mentuccia.[4] (Vittoria)
- Funcia i carrua (fungo di carrubo) “a agghiotta”: tipico (ma raro) di tutta la zona iblea, il fungo viene cucinato con tocchetti molto piccoli e di quantità limitata, di patate, cipolla e peperoni.[13]
- Funcia i carrua: con olio, aglio, prezzemolo e vino rosso.
- “Cuosti ri maiali cini” ovvero coste di maiale ripiene, piatto nato a Chiaramonte Gulfi a inizio Novecento.[14]
- “Pipi arrustuti” ovvero peperoni cotti in mezzo alla brace a cui poi viene tolta la pelle. Vengono conditi con sale, olio, aglio, basilico o prezzemolo, e talvolta con dei pomodori cotti e lavorati alla stessa maniera.
- Cosciotto di agnello ripieno.[4][15]
- Olive fritte
- Turciniuna (interiora ovine cotte al tegame)
- Sausizza co sanapuni (Salsiccia e cavolicello)
- Lumache in padella (Vaccaredde, Vavaluci, Barbane, n'tuppatedde) fritte con aglio e origano, si può aggiungere della salsa di pomodoro.
- Mozzarella vaccina iblea (negli ultimi anni anche bufalina).[1][16]
- Polpette di riso.[17]
- Pipi (peperoni) arrustuti, patati (patate) arrustute, cipuddi (cipolle) arrustute; gli ortaggi vengono messi nella brace interi, successivamente spellati e conditi con sale, aglio, olio e basilico (o prezzemolo), si possono consumare assieme (tipo insalata) o separati.[18] Le cipolle di Giarratana, si possono anche gratinare al forno.[19]
- Parmigiana fredda (non passata al forno): melanzane fritte, salsa di pomodoro, basilico e spolverata di formaggio grattugiato.[20]

### Piatti di pesce

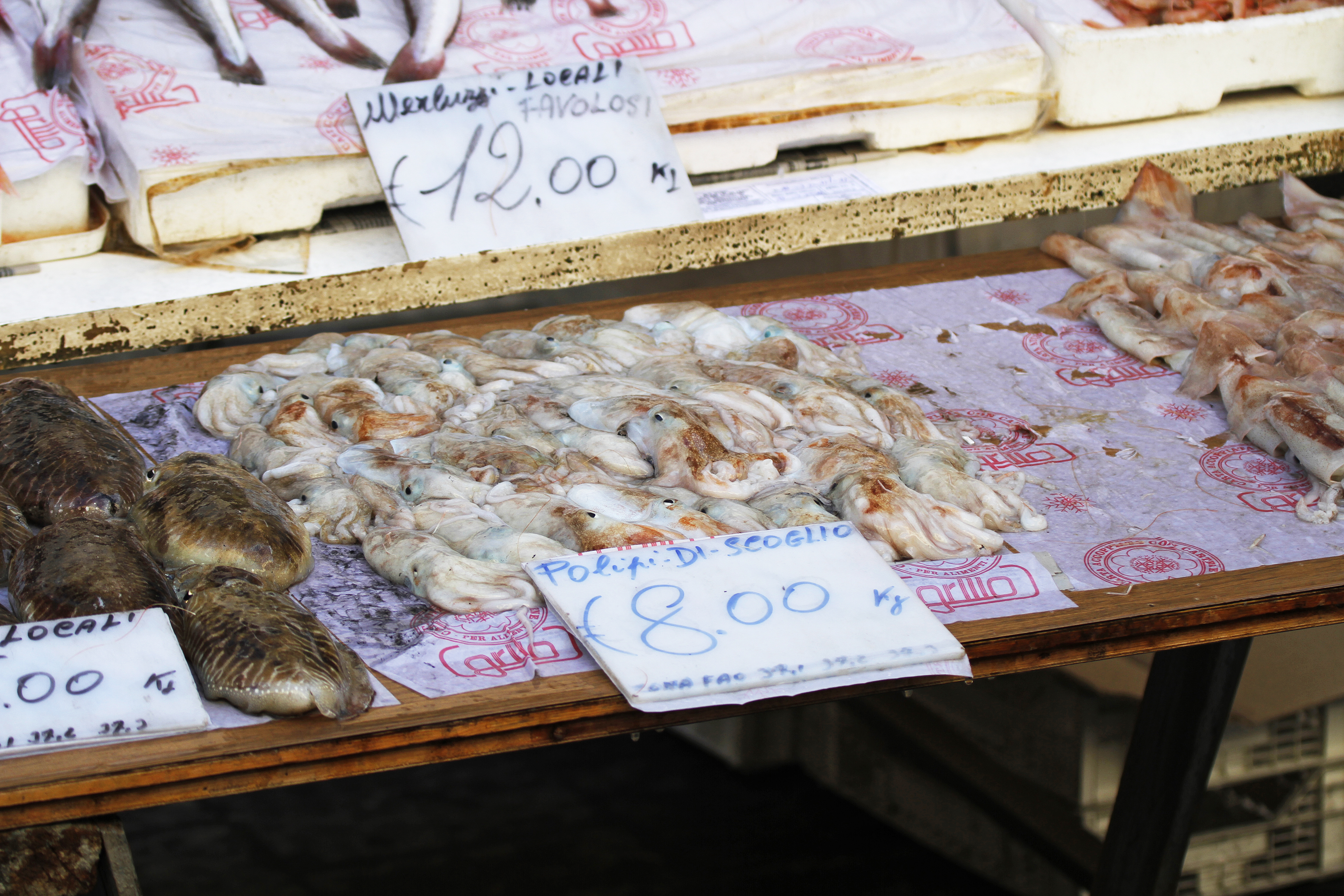
Seppie, polpi e totani

I porti pescherecci (e turistici) del ragusano si trovano a Pozzallo, Marina di Ragusa, Punta Secca, Donnalucata e Scoglitti; nei pressi di quest ultimo si trova il mercato del pesce aperto tutti i giorni.
Soprattutto nelle zone marine o vicine al mare, oltre ai classici piatti della tradizione italiana e a quelli ragusani di terra, si trovano piatti tipici della zona, come i seguenti:
- "Trigghiuledda", ovvero una frittata di triglie molto piccole infarinate e fritte con pezzi di pomodorini e basilico, a forma di frittata.[4]
- "Capputtedda", ovvero una frittata di calamari e seppie piccolissimi, fatti allo stesso modo della sopracitata "Trigghiuledda".
- Razza fritta e condita in agrodolce con verdure e ortaggi della zona iblea, come la famosa, molto dolce, per nulla incisiva (ed enorme) Cipolla di Giarratana PAT.[22]
- "Tunnina": tranci di tonno fresco solitamente cotti in padella con salsa di pomodoro ristretta, olio, capperi, olive, cipolla di Giarratana abbondante (in modo da mangiarla col pane) e origano,[4] possibilmente quello di Monterosso Almo.
- Calamari (anche totani e seppie) ripieni.[23]
- Ravioli di ricotta al nero di seppia.[9]

### Piatti unici e rustici
Tra i piatti unici e rustici si trovano:

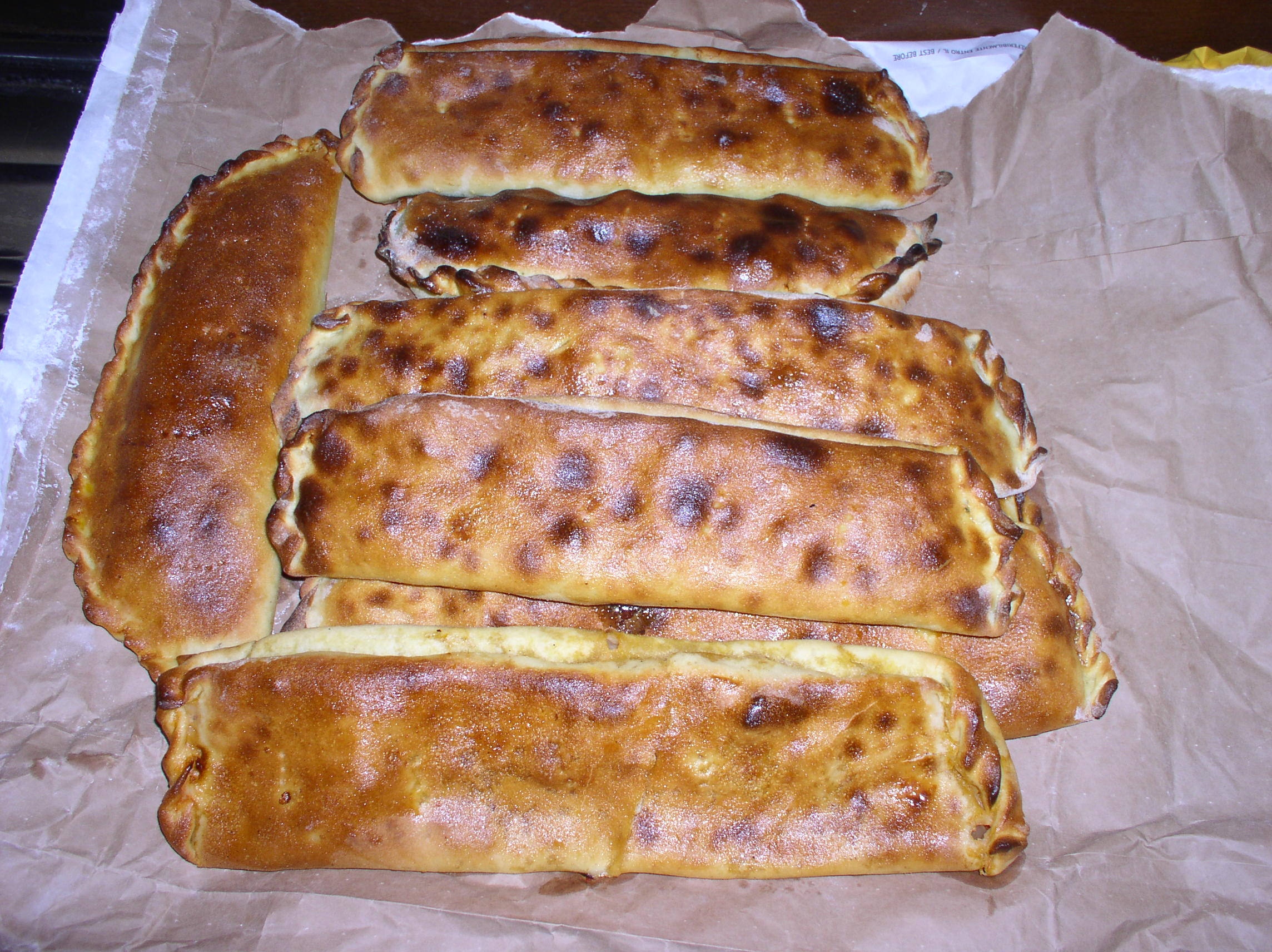
Scacce

- Scacce, ovvero le focacce ragusane;
- Mitilugghie, Una specie di focaccina bassa tipica di Acate fatta con semola di grano duro, fritta e poi servita calda cosparsa di origano e sale;[24]
- Trippa alla ragusana;[25]
- Arancino modicano o ragusano: oltre al classico ripieno di ragù e piselli, nella tradizione modicana e ragusana, vengono aggiunti pezzetti di uova sode e caciocavallo ragusano.[26]
- Arancini scoperchiati: esiste una variante più recente proveniente da Comiso, quella degli arancini scoperchiati.[27]
- Pastizzu.[28]
- Pastieri, pasta da forno a forma di cassatina ragusana con carne trita di agnello e capretto, insaporiti con pepe, formaggio e uova, tipici di Modica e Ragusa.
- Tomasini (o rosette) ripieni di ricotta e salsiccia o altro.
- Impanate di agnello.
- Sfogghiu (millefoglie con ricotta e salsiccia).

### Dolci
I dolci più tipici della zona sono:

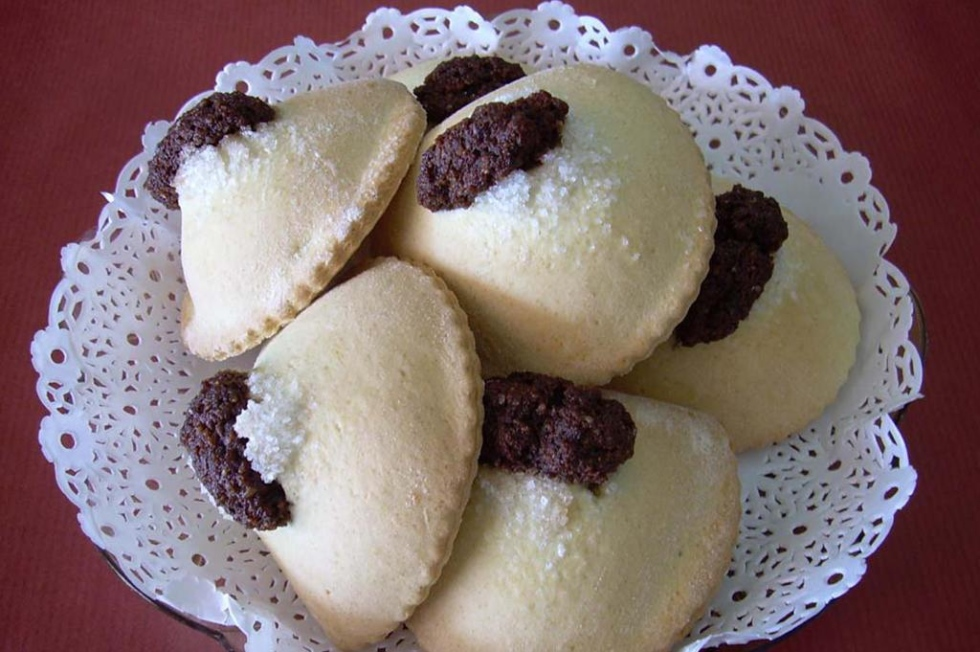
Gli 'Mpanatigghi, dolci tipici della tradizione modicana

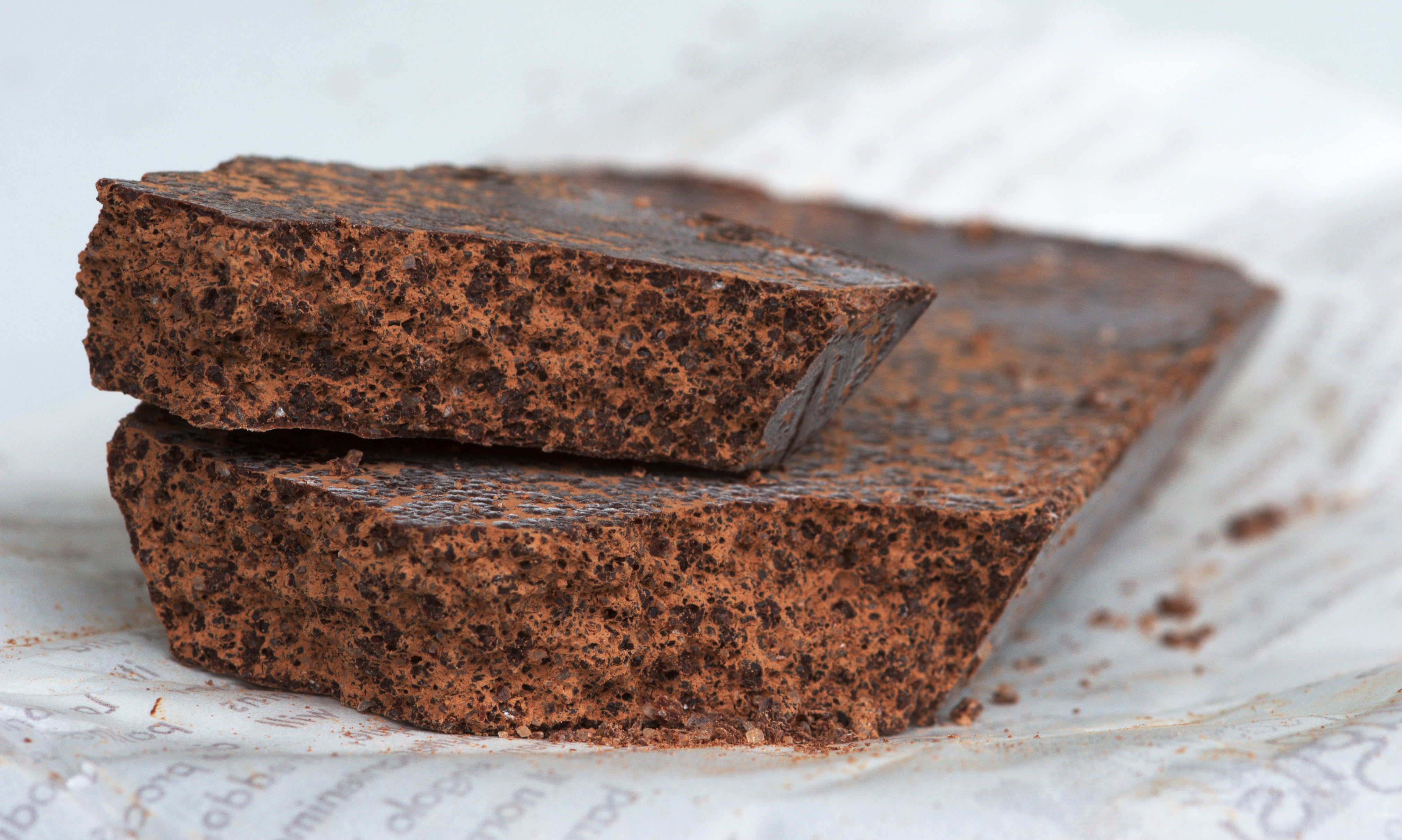
Cioccolato di Modica

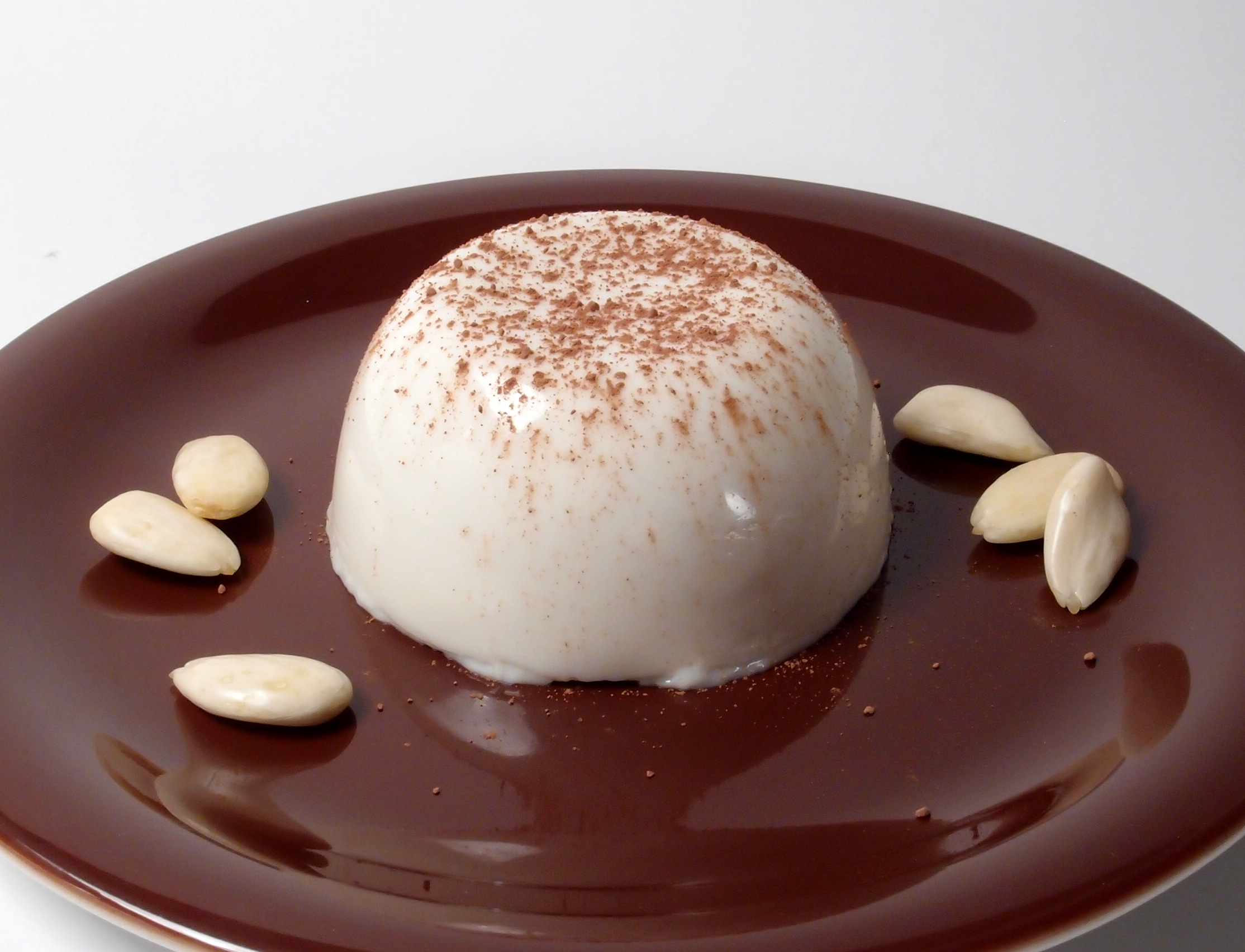
Biancomangiare spolverato di cacao e servito con alcune mandorle

- Mucatoli - biscotti farciti con frutta secca.
- Cannoli di ricotta iblea PAT.
- Torta al mandarino.
- Macallè di ricotta iblea PAT.
- Cassatelle - le cassatelle alla ricotta che si trovano nel ragusano sono cotte al forno con un impasto che viene preparato a forma di canestrino aperto (anziché a lunetta chiusa su sé stessa, che è la forma delle cassatelle della provincia di Trapani), in modo da accogliere la ricotta al suo centro, solitamente vengono spolverate con la cannella e talvolta arricchite con pezzetti di cioccolato, possibilmente modicano.[29] Nella tradizione ragusana, oltre a quella ovina (utilizzata per lo più a tavola e raramente in pasticceria), è usata spesso la ricotta iblea (vedi mucca Modicana), dalla consistenza meno compatta, più spumosa, e dal sapore più delicato (richiamante la panna fresca e l'erba di campo)[30] rispetto alla classica ricotta di pecora.[29] Tra i dolci generalmente ritenuti tra i migliori dell'isola, figurano naturalmente anche quelli a base di ricotta iblea.[31][32]
- Ravioli di ricotta dolci (fritti), talvolta con l'aggiunta di cioccolato e/o scorzette d'agrumi e cosparsi di zucchero, soprattutto nella zona di Vittoria.[4][33]
- Biscotti al carrubo.[34]
- Cioccolato di Modica IGP
- Teste di turco di Scicli.[35][36]
- Cubbaita, (termine derivante dall'arabo "quibbiat" ovvero "mandorlato") un torrone di mandorle e miele.
- Firrincozza o Savoiardi Ragusani (dolci da inzuppare nel latte).[37]
- Mastazzola alla carruba.[38]
- Mastazzola al vino cotto.
- Biscotti scaurati o bolliti (biscotti secchi aromatizzati con anice).[39]
- Mostarda o mustata (dolce di mosto con frutta secca e cannella).[40]
- Cuddureddi (anelli di pasta dolce e callosa con mosto, frutta secca e cannella).[40]
- 'Mpanatigghi modicane.
- Frittelle vittoriesi di San Martino: impasto di acqua e farina lievitato diverse ore e poi fritto. Possono essere salate, ovvero condite con acciughe o sarde salate, ma soprattutto dolci, ovvero con zucchero, uvetta, cannella e talvolta anche semi di finocchietto selvatico.[4]
- Paste di mandorla con cacao e carrubo.
- Fichi d'India al marsala[15]
- Oltre alle classiche granite di limone e mandorla e alle più moderne ad altri gusti (presenti in tutta la Sicilia), merita menzione la granita di Gelsi, eventualmente con panna, derivante dalla pianta molto presente sul territorio ibleo.[41]
- Vista la grande tradizione modicana, merita menzione anche la granita al cioccolato con panna.[42]
- Cucciddate: biscotti di pasta frolla, a base di fichi secchi e frutta secca, talvolta arricchiti con cannella e/o cacao.
- Crespelle di riso fritte cosparse di miele ibleo.
- Mpagnuccata (Pignoccata): palline o tocchetti di impasto di uova, zucchero e farina, aromatizzate con un pizzico di sale e cannella passate nel miele, possono essere fritte o cotte direttamente nel miele.
- Cutugnata (cotognata)
- bbiancumanciari (biancomangiare)

## Piatti tradizionali delle feste
La cena di Natale è preceduta da un giorno di preparazione in cui vengono preparate tipicamente grandi quantità di scacce, pane fatto in casa, tomasini ripieni di ricotta e salsiccia locale, e diverse altre specialità, a seconda della città o del paese in questione.
Tipici del periodo di Pasqua sono l'impanata di agnello, lo sfogghiu (millefoglie con ricotta e salsiccia), i turciniuna (interiora ovine cotte al tegame), e le scacce (foglie di pasta da forno, variamente farcite con pomodoro, cipolla, spinaci, ricotta, broccoli, ecc. Le più comuni sono con cipolla e pomodoro; melanzane fritte e pomodoro; patate, cipolla e pomodoro; ricotta, prezzemolo e salsiccia; patate, salsiccia e capuliato; prezzemolo acciughe e cipolla, spinaci e uvetta; broccoli, olive nere, cipolla, acciughe; cavolfiori e capuliato.
L'impasto delle impanate è simile a quello delle scacce, l'unica differenza è l'aggiunta dello strutto per far sì che la pasta venga più friabile. La forma somiglia quella di una padella con coperchio. Sono farcite con pezzetti d'agnello, il giorno prima conditi con olio, sale, pepe, prezzemolo e aglio.
Nella ricetta di Vittoria e di altri paesi vengono aggiunti i piselli, la cipolla al posto dell'aglio e l'agnello viene generalmente marinato una notte con del vino, solitamente bianco.

### Forno a pietra
Rimanendo in tema di tradizione culinaria, il forno a pietra è stato determinante nella conservazione di piatti storici come, ad esempio, le scacce e il pane. Una volta, le famiglie della provincia ragusana (oggi Libero consorzio comunale di Ragusa), che erano in possesso di un forno a pietra si riunivano per preparare il pane necessario per la settimana entrante. I forni a pietra sono tipicamente presenti nelle case sparse fra le campagne ragusane, ma anche in città non mancano.

## Formaggi e antipasti

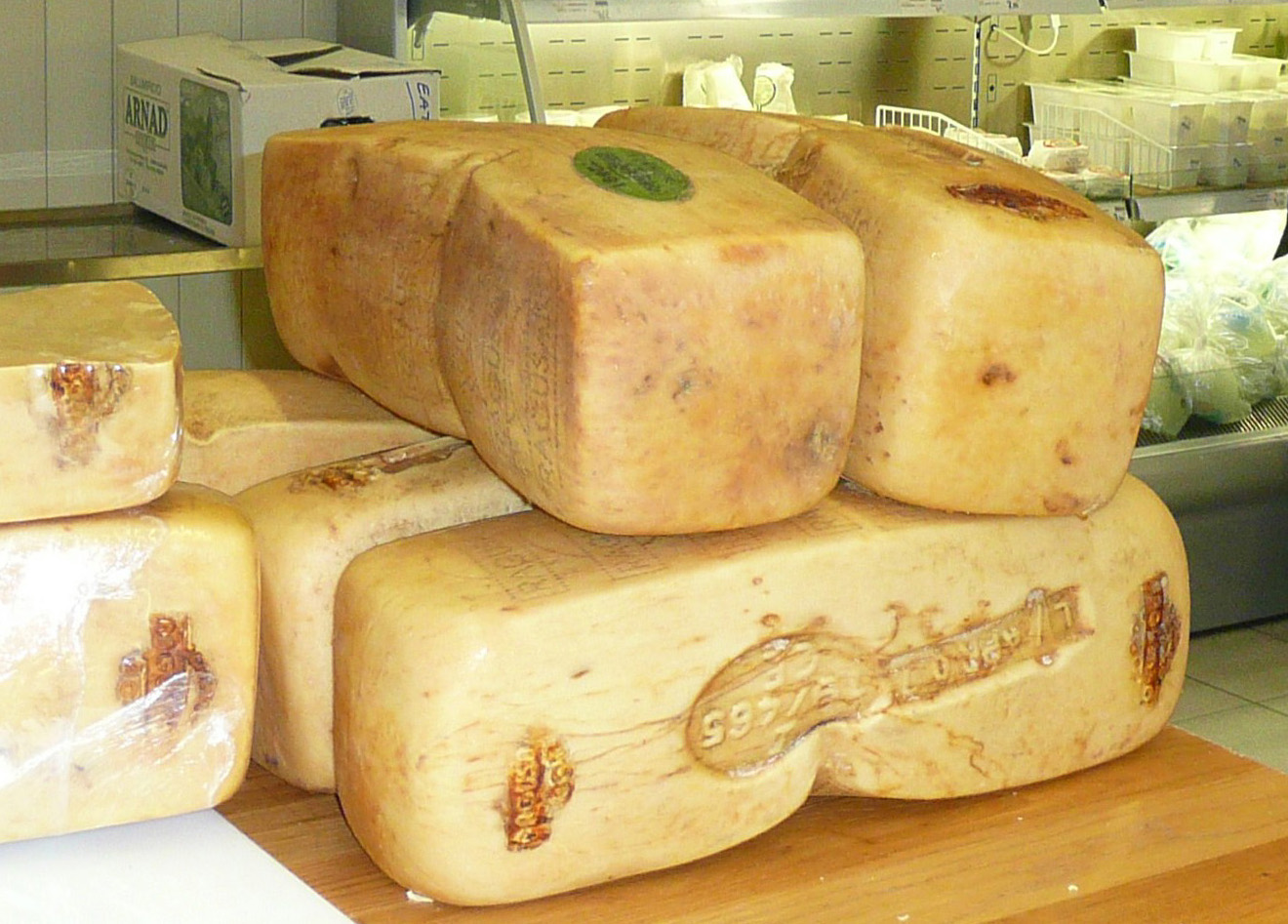
Caciocavallo ragusano DOP

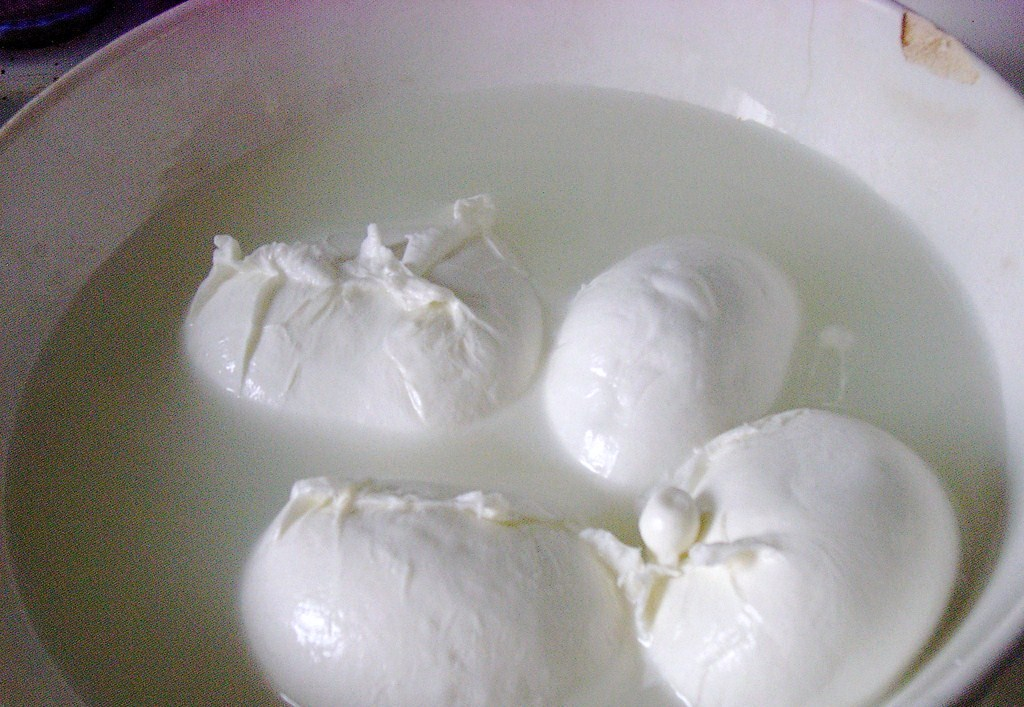
Mozzarella, vaccina o bufalina, è un prodotto classico del ragusano.

La massiccia presenza di allevamenti di mucche in tutta la provincia (ma anche di pecore nella zona di Comiso e Vittoria) assicurano una notevole produzione giornaliera di latte che ha permesso agli allevatori e ai caseifici di creare varie tipologie di formaggi, da quelli dolci a quelli semi-stagionati, fino ad arrivare a quelli stagionati.
La provola ragusana è uno dei formaggi dolci tipici più consumati nella provincia di Ragusa, come la ricotta iblea, latticino derivato dal siero di latte vaccino riconosciuto come prodotto agroalimentare tradizionale italiano.
Il Caciocavallo ragusano DOP è stato uno di quei prodotti alimentari grazie a cui la ex provincia di Ragusa oggi è rinomata su buona parte del territorio nazionale; questo formaggio infatti può essere grattugiato sulla pasta, utilizzato a scaglie, servito a fettine come aperitivo, fuso sulla brace per poi accostarlo ad una fetta di carne, o consumato come antipasto assieme a del pane casereccio, conserve locali come olive, pomodori secchi sottolio (detti ciappi perché vengono conservati a due a due e in mezzo solitamente ci si mette del basilico, ma talvolta anche del formaggio o dell'origano), capuliato e altro.

### Allevamenti bufalini

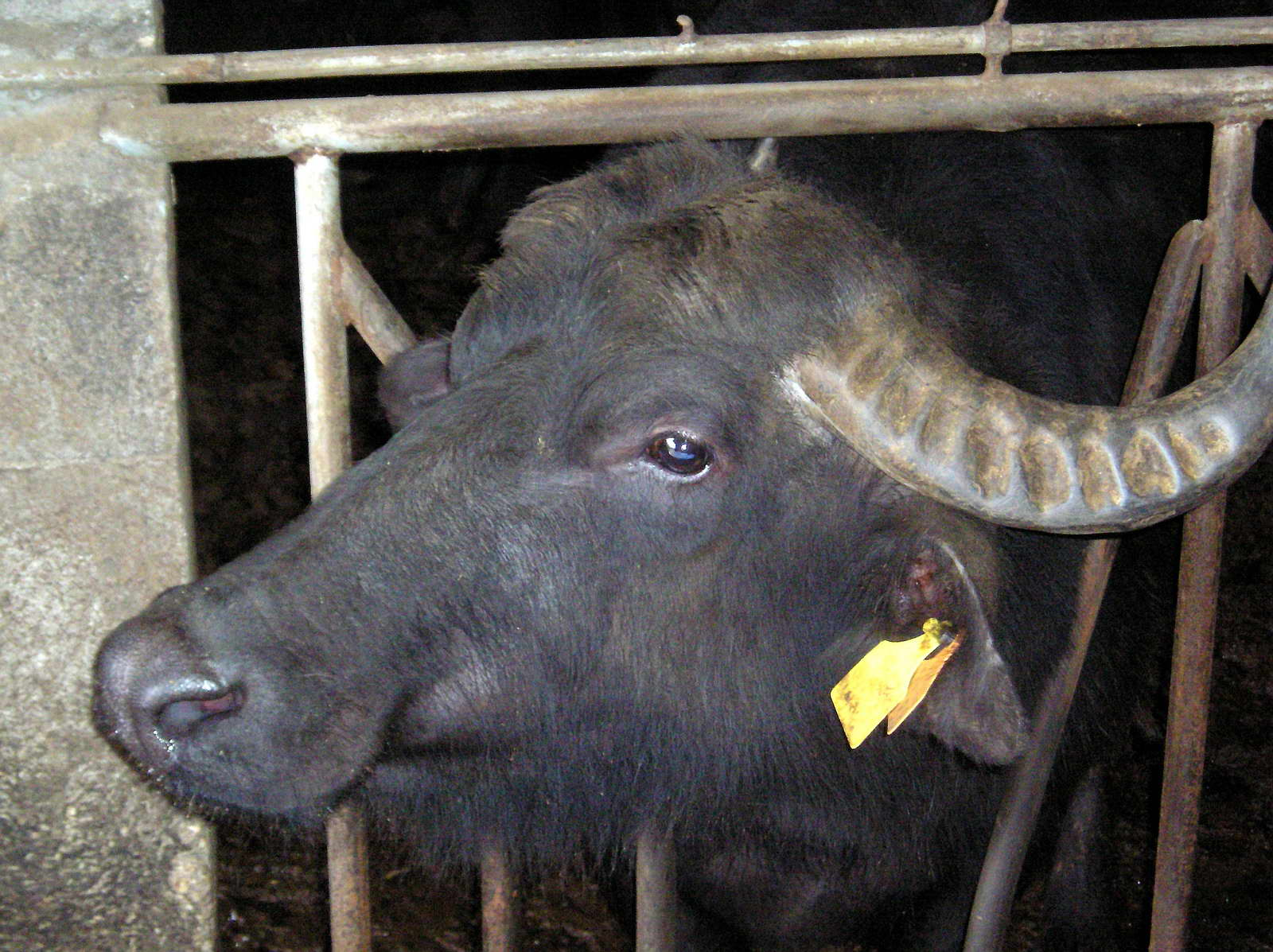
Bufala

Tra la fine degli anni '90 e i primi anni 2000 sono sorti in Sicilia i primi allevamenti bufalini, nella zona ragusana ed ennese. La maggior parte degli etologi e storici fanno risalire l'origine del latte di bufala a quando fu introdotto questo bovino in Sicilia.
Le aziende del ragusano risultano essere pluripremiate (anche come "eccellenze italiane") per la qualità dei loro prodotti (dalle mozzarelle alle ricotte, ai formaggi) dovuta anche alla maestria dei casari della zona, allevatori di bovini e mastri casari da sempre.
Le aziende producono anche carne, salsicce e salumi bufalini e, come da tradizione anche dolci con ricotta, ma di bufala.

## Conserve

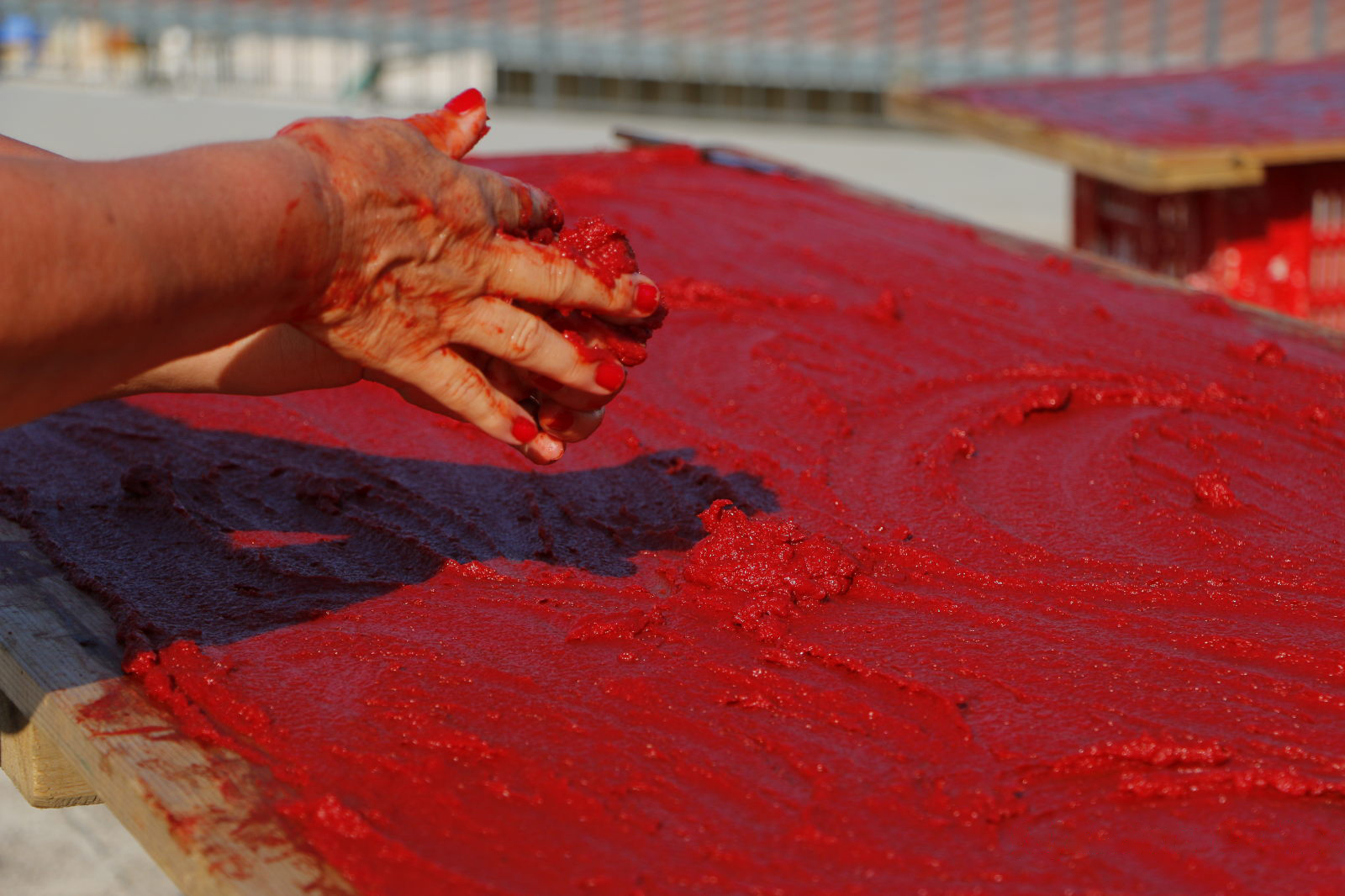
Strattu

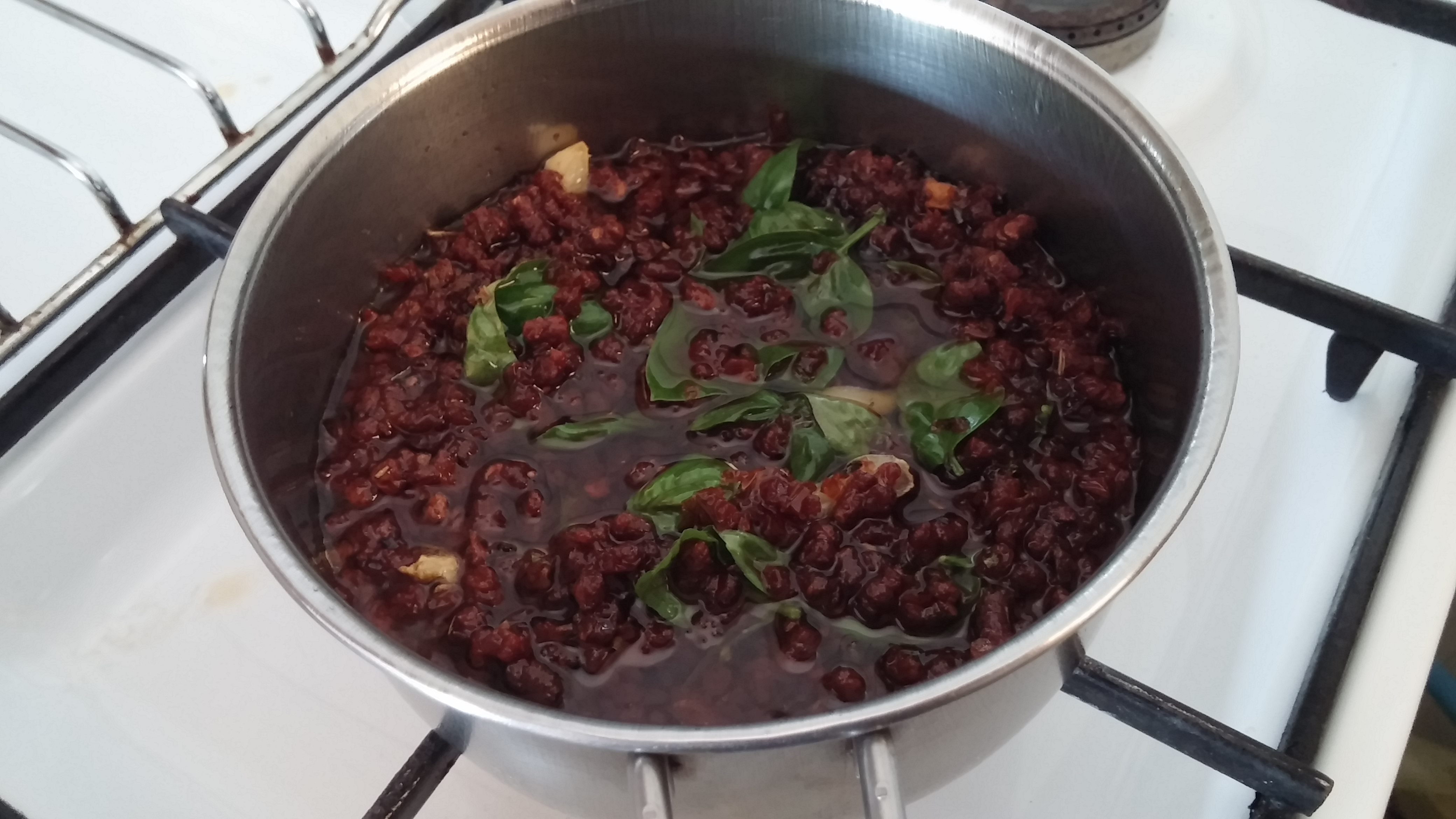
Capuliato

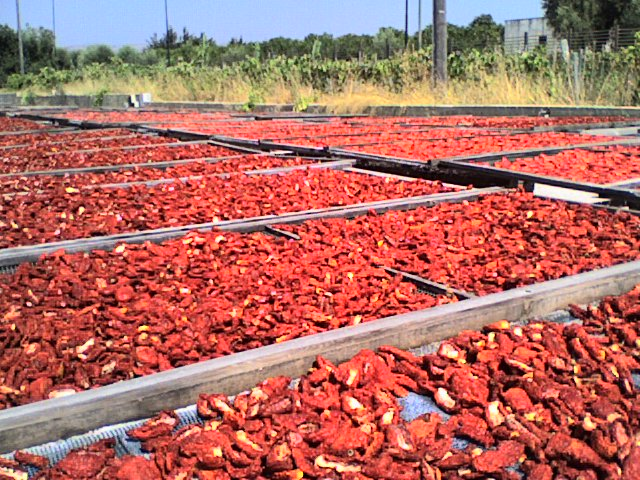
Ciappe

Fin da tempi remoti nella zona iblea le conserve hanno rappresentato una parte molto importante della cucina. Attualmente, oltre alla produzione casereccia, operano molte aziende dedite alla produzione industriale delle conserve tradizionali tipiche del territorio, soprattutto nella zona di Vittoria, conosciuta in tutta l'isola come la città delle primizie (anche grazie a caratteristiche territoriali diverse e al suo clima più caldo, rispetto ad altre parti della provincia), infatti vi è situato uno dei più grandi mercati ortofrutticoli d'Italia.

### Conserve più famose
- Varie salse di pomodori
- Aulive (olive) abbunate (in salamoia)
- Aulive cunzate (condite)
- Carciofi sottolio
- Ciappe (pomodori secchi)
- Capuliato
- Aglio sottolio
- Strattu
- Peperoni sottolio
- Cipolline sottolio
- Cipudduzzi o lampasciuoli (cipollotti amari) sottolio
- Salsiccette secche sottolio (prettamente caserecce)
- Melanzane sottolio
- Giardiniera di verdure miste sottolio
- Capperi sottolio, sotto sale o in salamoia
- Confettura di Carota Ispicese[55]
- Asparagi selvatici sottolio (prettamente caserecci)
- Negli ultimi anni, in concomitanza alla crescita esponenziale delle coltivazioni di basilico (soprattutto nel vittoriese),[56][57] usato da sempre nella cucina locale, oltre ai classici pesti prodotti a livello industriale, alcune famiglie usano fare in casa il classico pesto alla genovese ma con delle varianti significative: del Caciocavallo ragusano e del pecorino siciliano al posto del Parmigiano Reggiano e del Fiore Sardo, aglio e olio locali e, talvolta, delle mandorle tostate al posto dei pinoli.

## Carrubo

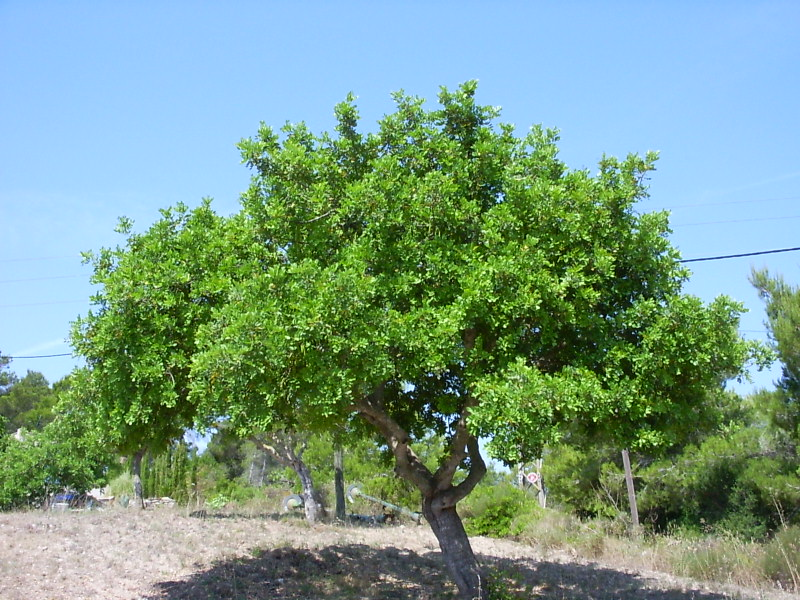
Albero di Carrubo

Una menzione particolare va rivolta alla pianta di carrubo, tipica della zona; una pianta molto longeva che ama il caldo e necessita di poca acqua, peculiarità che lo rendono perfettamente compatibile all'ambiente ragusano.
Esistono tuttora importanti carrubeti nel ragusano e nel siracusano; in queste zone sono ancora attive alcune industrie. Il suo frutto, "il carato" o "carruba", ha una polpa morbida e dolce, grazie alla quale viene ricavata una farina impiegata nelle produzioni alimentari e in pasticceria, ormai famose sono le paste di mandorla e i biscotti al carrubo.
Il libero consorzio comunale di Ragusa copre circa il 70% della produzione nazionale.
La pianta, nel periodo giusto, produce dei pregiati funghi che crescono sul tronco. Il fungo di carrubo è raro e lo si trova prevalentemente su alberi isolati.

## Pane
Nei panifici di tutta la provincia si possono trovare le più svariate forme di pane, preparate con farine di tutti i generi provenienti dai mulini siciliani.
Uno dei pani più tradizionali della zona è il "pane di pasta dura" ragusano fatto con farina di semola rimacinata. L'impasto viene lavorato molto, fino ad ottenere una consistenza molto soda, da qui deriva il suo nome.
Un altro pane tipico del ragusano è la Cuddura, diffusissima in tutta la Sicilia.
Questo tipo di pane è preparato con poca acqua per poter durare fino ad una settimana. Si presenta compatto, corposo, può pesare fino a 1 kg circa e la farina dell'impasto è quella di grano duro. A seconda che si usi lievito naturale (u criscente) o meno, distinguiamo rispettivamente il pane di casa dal pane di pasta dura.

## Miele
Il miele ibleo rappresenta uno dei mieli più noti e celebrati al mondo. In epoca greca, e in forma ancora maggiore in epoca romana, fu descritto e citato da numerosissimi scrittori.
(Servio Onorato, Vergilii Bucolicon librum, VII, vv. 37-40.)

### Tipi di miele ibleo

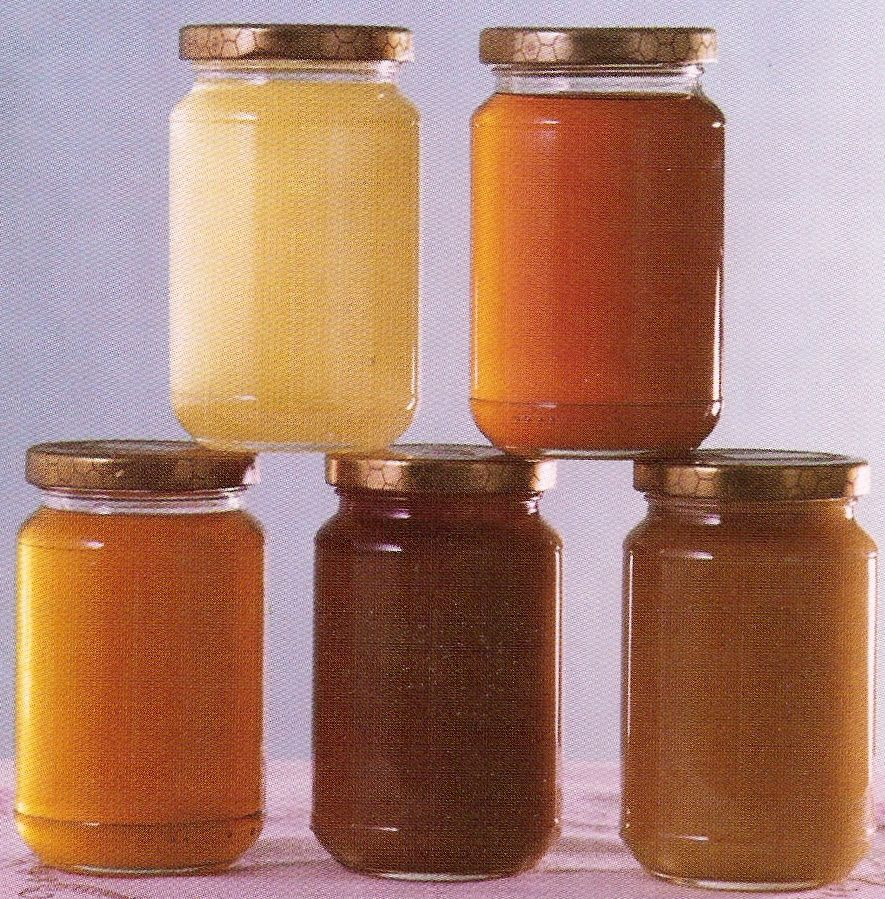
Vari tipi di miele ibleo

Il miele può essere di nettare o di melata; nel primo caso esso si suddivide in miele unifloreale (cioè derivato da un solo tipo di fiore) e miele multifloreale (da più tipi di fiori) che viene definito «miele millefiori». Negli Iblei prevale l'unifloreale, con l'esempio più noto di tutti: il miele di Timo ibleo. Ma anche il millefiori è una costante della produzione; uno dei più apprezzati millefiori degli iblei è il miele di Cardo: proviene da più specie della famiglia floreale denominata Caardus e presenta colore ambrato con sapore fruttato.
Il miele di melata è invece composto dalle sostanze secrete degli insetti succhiatori che si trovano sulle parti vive delle piante. Il miele di melata degli Iblei è caratterizzato dagli agrumi in quanto le api raccolgono le secrezioni delle piante agrumicole e ciò conferisce alla melata un sapore più dolce e delicato rispetto al miele di melata di bosco; che è quella maggiormente prodotta nel resto d'Italia.
Tra i principali e più particolari mieli prodotti nel comprensorio ibleo vi sono:
- Il miele di Timo: in dialetto detto ”U meli ri satra”; si è parlato tantissimo della sua produzione nell'antichità. Odiernamente la zona iblea rappresenta ancora la principale culla di questa pianta e quindi la sua maggiore produzione mellifera in Italia. Il miele di Timo viene raccolto tra la fine di giugno e la metà di luglio. Il timo ibleo ha un sapore decisamente forte e speziato. Il suo colore è un intenso ambra.

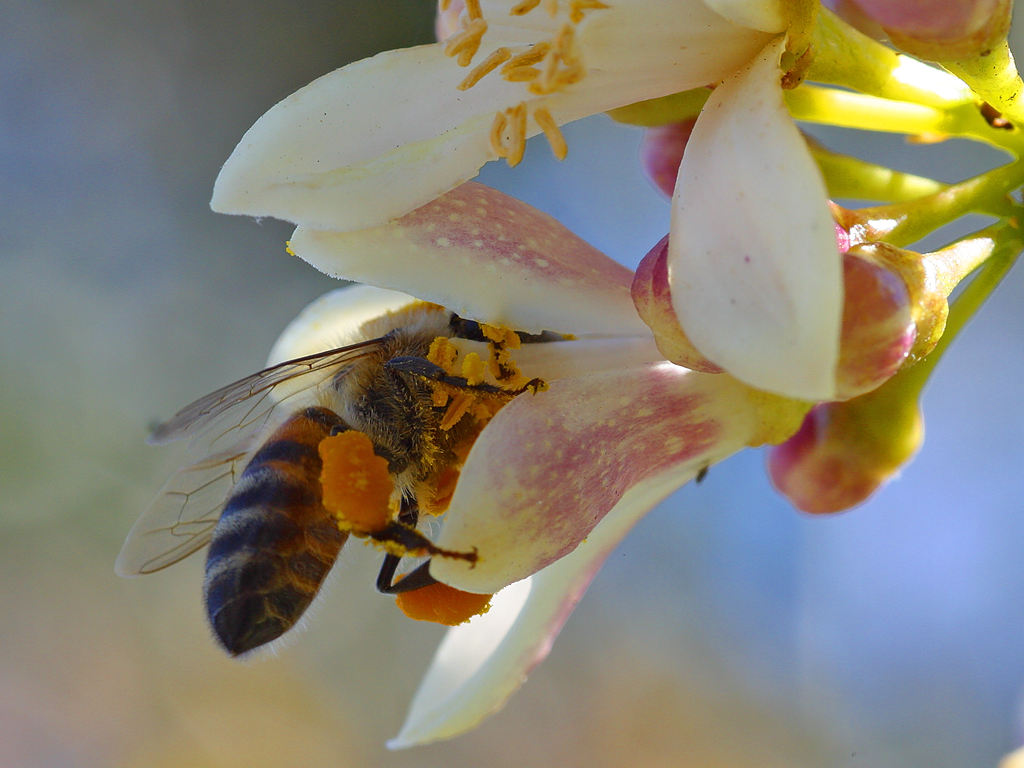
Un'ape che succhia il nettare da una Zagara.

- Il miele di Zagara: questo tipo di miele ibleo è uno dei più apprezzati in commercio nel suo genere.
- Il miele di Eucalipto: è un miele balsamico, decisamente più denso rispetto agli altri tipi di miele.
- Il miele di Sulla: pianta caratteristica del sud Italia, il miele da essa derivato si presenta estremamente chiaro e il suo sapore è leggero, di debole intensità, per questo viene preferito nell'uso generico della preparazione di piatti; in particolare nel torrone duro.
- Il miele di Carrubo: questo tipo di albero, peculiarità del Mediterraneo e della Sicilia, è molto presente nel comprensorio ibleo, il suo miele è di color caramello, medio-scuro e il suo sapore è di media intensità.
- Il miele di Castagno: dal colore che varia dall'ambra al marrone scuro, ha un sapore molto forte, pungente.

Attualmente il miele ibleo è riconosciuto come prodotto P.A.T. della regione Sicilia e le zone di produzione, oltre al ragusano sono il siracusano e il catanese.

## Olio

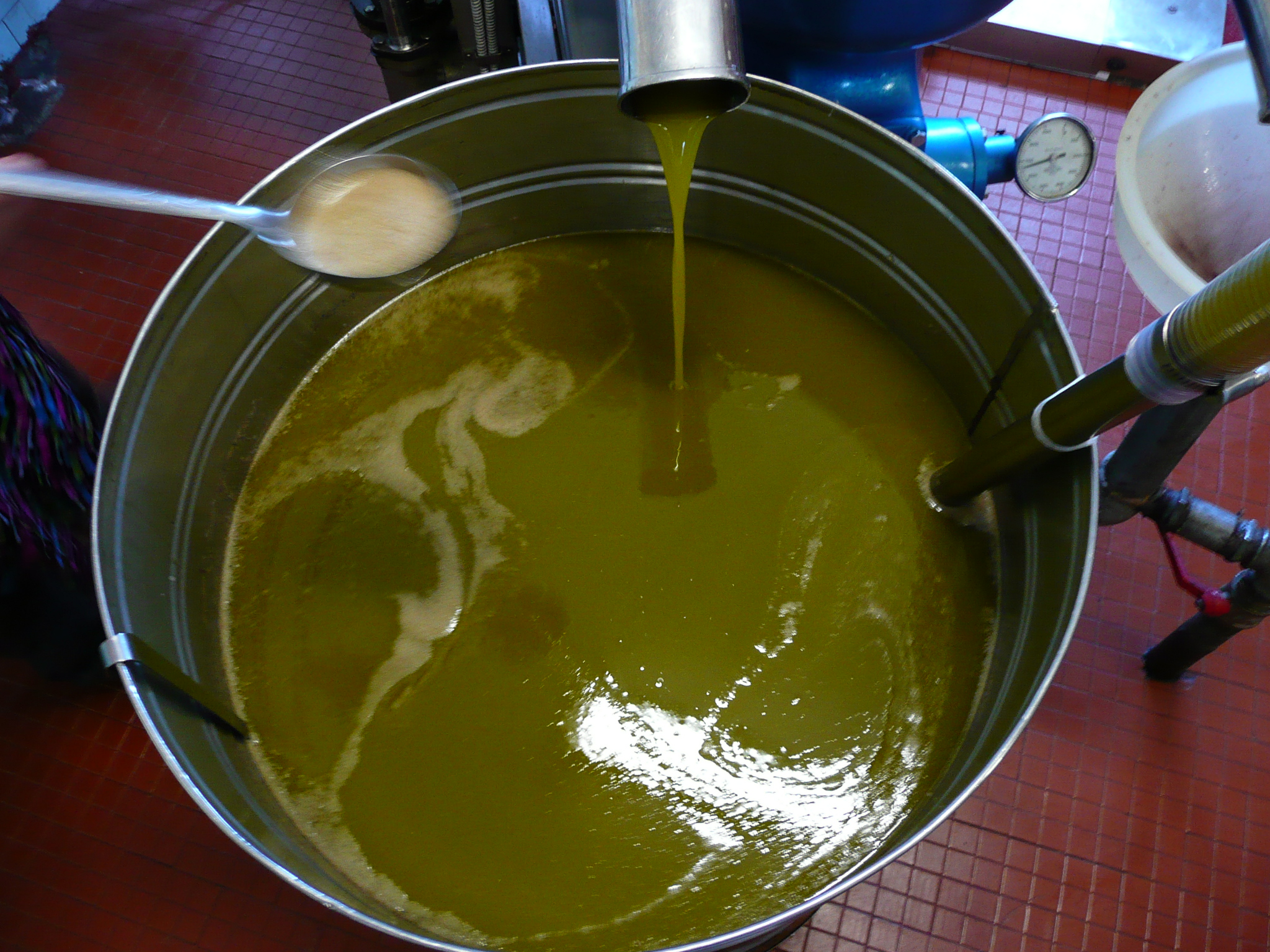
Olio d'oliva novello

L'area ragusana è subordinata a particolari escursioni termiche tra notte e giorno, molto importanti per esaltare le peculiarità delle produzioni dell'olivicoltura che in questa zona rappresenta un comparto produttivo molto rilevante sin dall'antichità. Le campagne iblee presentano molti ulivi (spesso secolari) sparsi nei terreni collinari, vicini agli agrumeti, alle colture di carrube, agli alberi di mandorle e ai vigneti.
Qui sono stanziate tra le più pregiate varietà di olive della Sicilia, la più famosa è l'oliva Tonda Iblea, a cui si affiancano la Nocellara Etnea e la Moresca, dalle quali si ricava un olio extravergine molto pregiato, con un grado di acidità massima dello 0,65% e dal profumo e sapore fruttato, l'Olio extra vergine di oliva DOP dei Monti Iblei.
L'area di produzione del "Monti Iblei" DOP si esrende in tutti i comuni del ragusano e a parte delle ex province di Siracusa e Catania.
Quelli più famosi e titolati, anche a livello mondiale, sono gli oli di Chiaramonte Gulfi, i quali hanno vinto tra gli altri, gli importantissimi premi come "olio migliore al mondo 2010" per la guida Flos Olei, e la medaglia d'oro (2014) al Concorso internazionale Olio di Oliva di New York.

## Vini

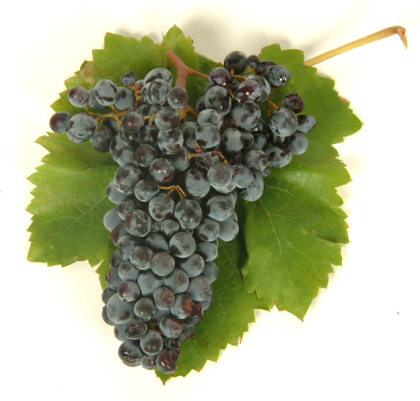
Grappolo di Nero d'Avola

Il principe dei vini della zona è il Cerasuolo di Vittoria, unico DOCG della Sicilia, che assieme al Frappato è quello che rappresenta maggiormente la zona. Altri vini tipici sono il classico Vittoria Nero d'Avola DOC, l'Ambrato di Comiso, l'Albanello, il Valcanzjria DOC, il Grillo e altri ancora.
Oltre al Cerasuolo di Vittoria classificato in DOCG, i vini del ragusano ammessi alla DOC sono i seguenti:
- Eloro rosato
- Eloro rosso
- Eloro Nero d'Avola
- Eloro Frappato
- Eloro Pignatello

- Vittoria rosso
- Vittoria Nero d'Avola
- Vittoria Frappato
- Vittoria Ansonica o Inzolia o Insolia
- Vittoria novello

## Liquori

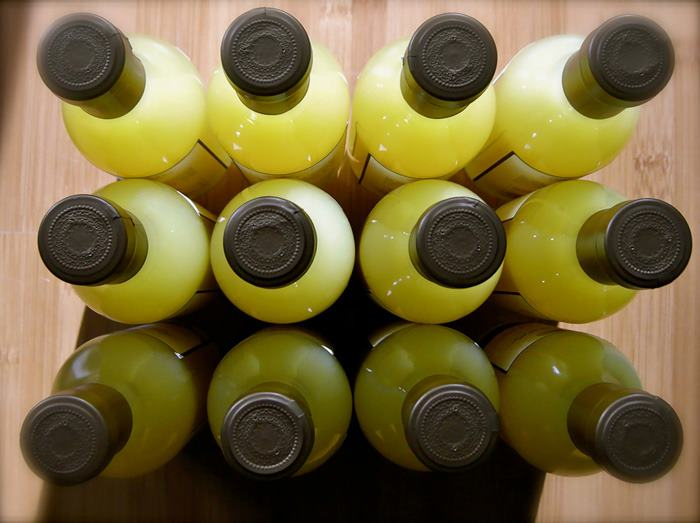
Limoncello

Data la grande quantità e varietà di materie prime nella zona iblea, la tendenza a produrre liquori, soprattutto caserecci, è altissima. Nell'ex provincia si producono principalmente:
- Liquore al cioccolato di Modica classico, al peperoncino, alla menta ed altri.[70]
- Limonecello[71]
- Mandarinetto[72]
- Liquore all'alloro[73]
- Liquore al finocchietto[74]
- Liquore all'arancia[75]
- Liquore alla cannella[76]
- Liquore alla menta[76]
- Liquore al miele[77]

## Piante gastronomiche spontanee

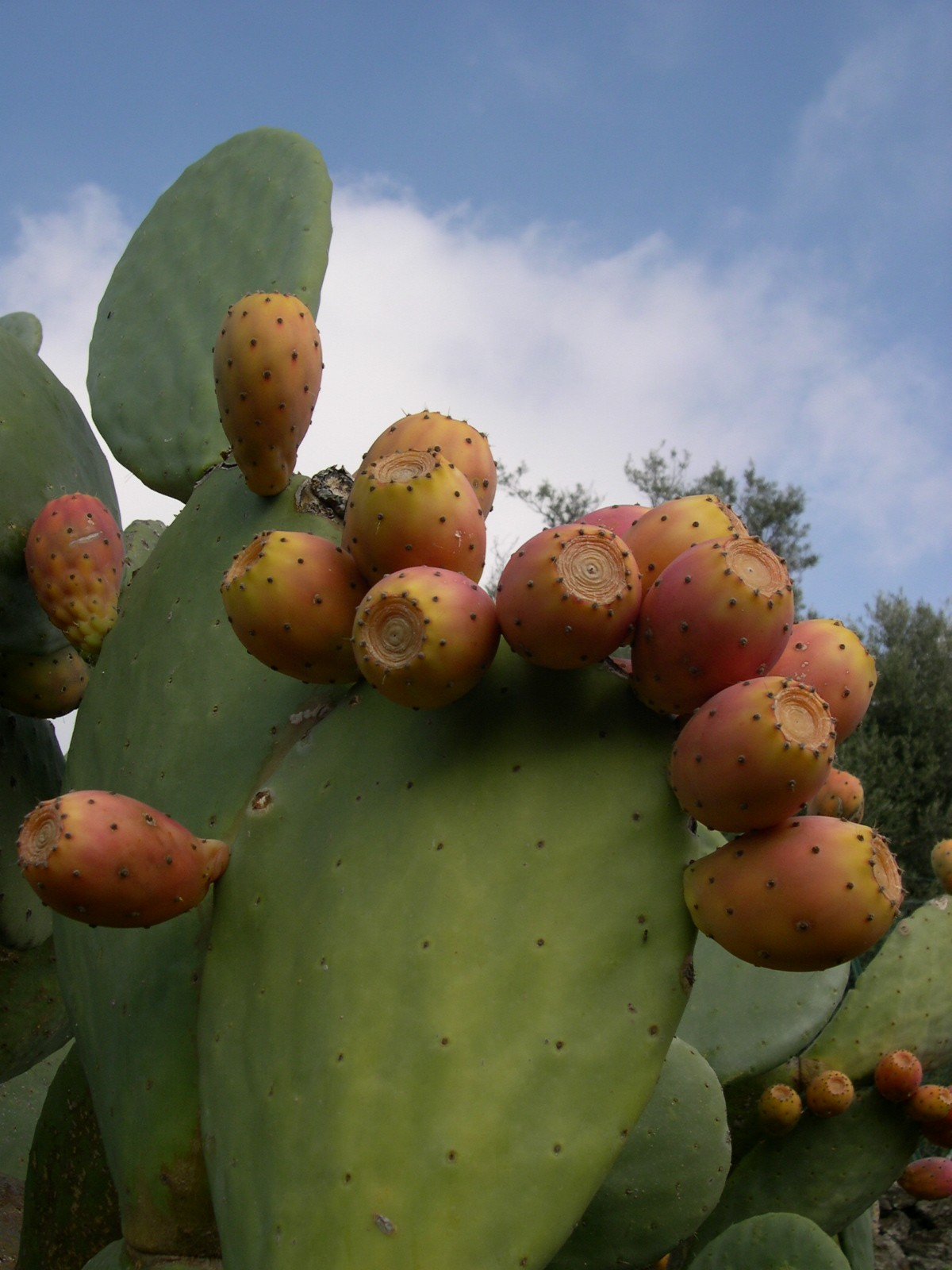
Pale di fico d'India con i frutti

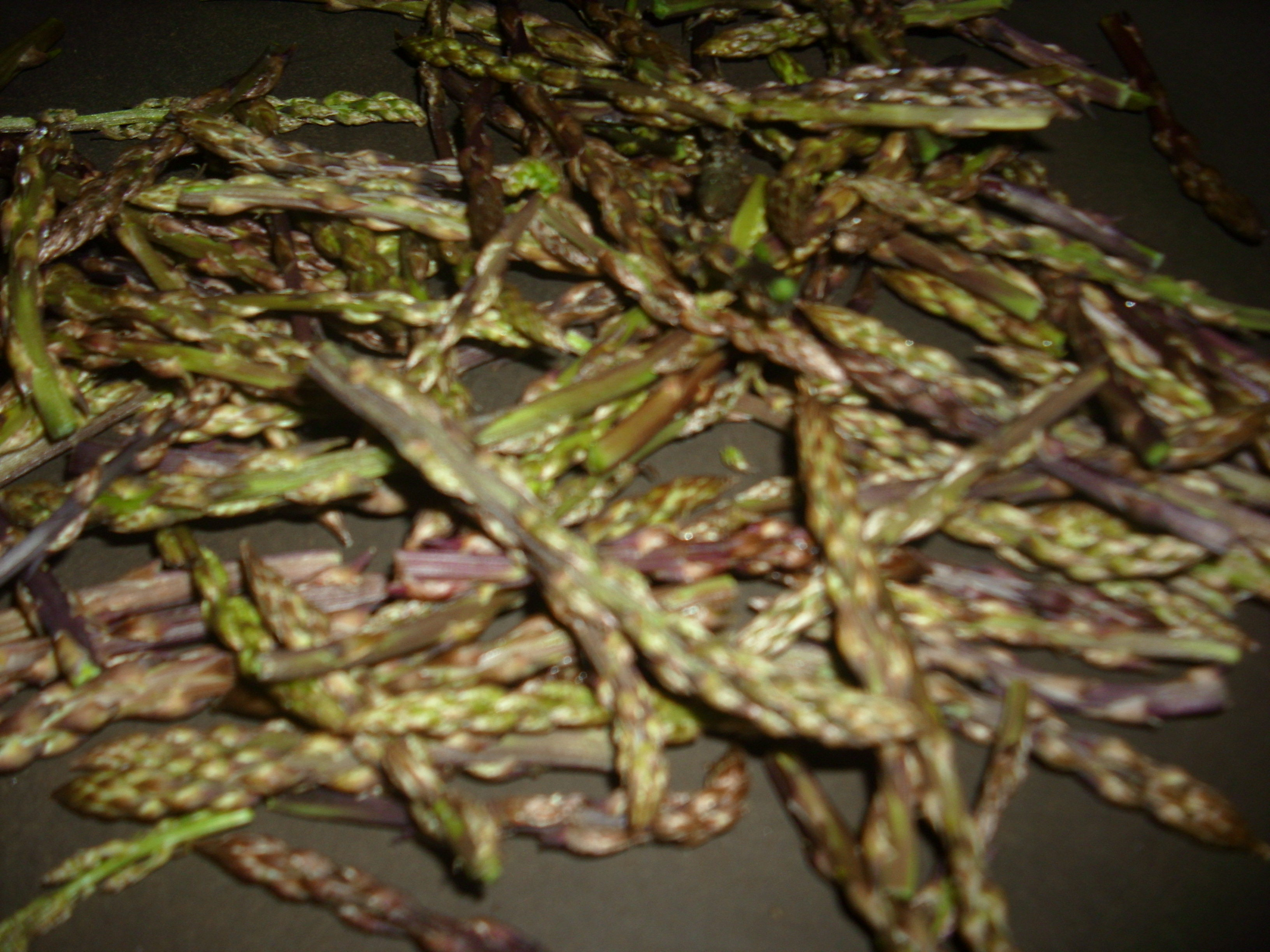
Germogli di asparago selvatico

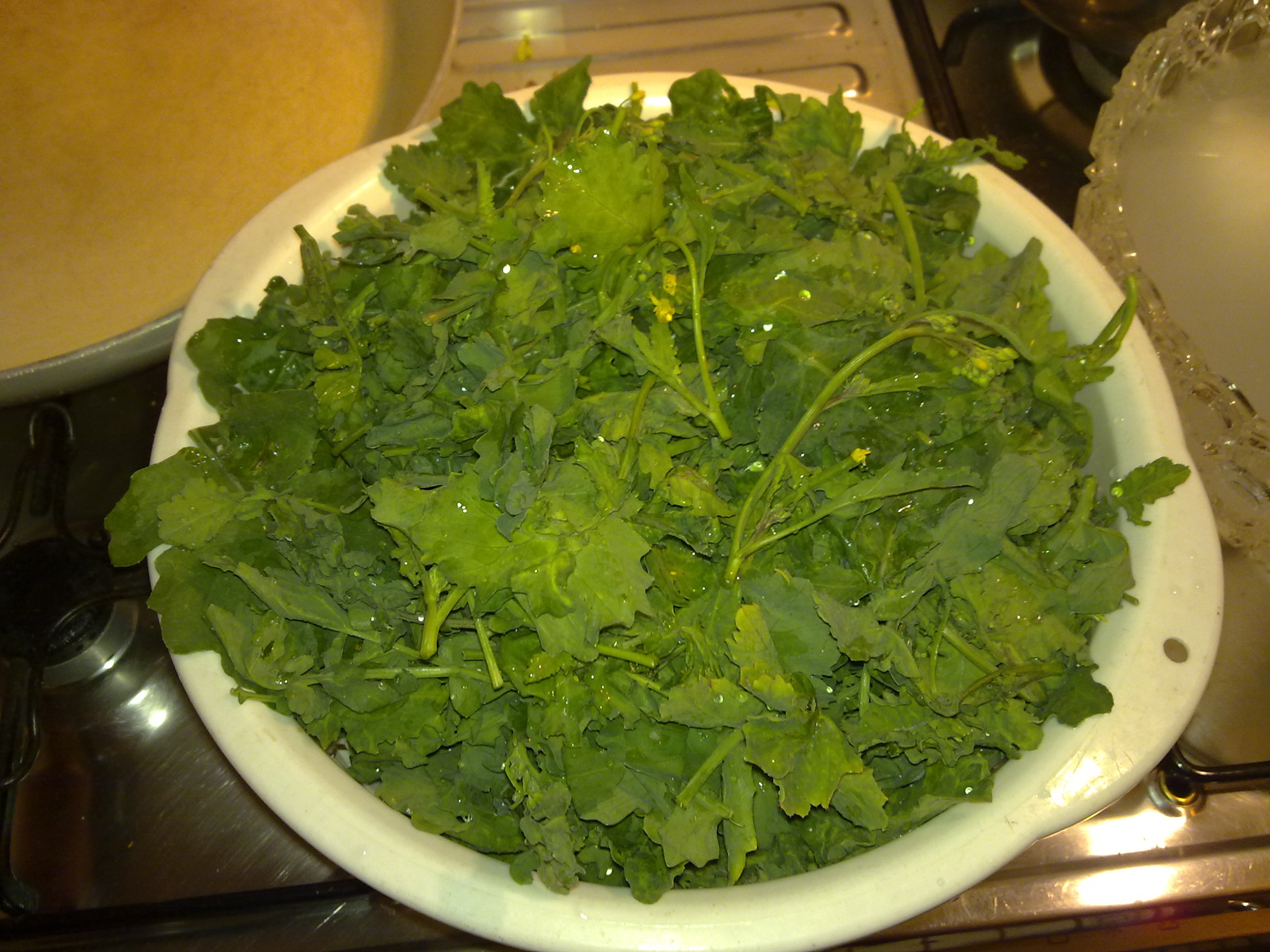
Sanapuni

Secondo uno studio sulle piante selvatiche nella cucina siciliana, svolto dall'Istituto di genetica vegetale del Cnr, sono risultate come commestibili ben 250 specie. Nel ragusano, come in tutta la Sicilia, abbondano i fichi d'India e le erbe gastronomiche selvatiche. Le piante della zona iblea da menzionare sono quindi le seguenti. Una caratteristica della cucina del ragusano è quella di insaporire talvolta queste verdure con del capuliato quando vengono cotte in padella.
- Fico d'India:

consumato come frutto, oppure in macedonia con del vino o del marsala.
- Finocchietto selvatico:

soffritto in padella o bollito, ci si condisce la pasta (asciutta o con le lenticchie) o dei legumi a zuppa. I suoi semi vengono fatti essiccare e usati come spezia.
- Amaredda:

soffritta in padella o bollita, ci si può anche condire la pasta o fare delle frittate.
- Asparago selvatico:

frittate o conserve sottolio.
- Raricedda:

soffritta in padella o bollita, ci si può anche condire la pasta o farci delle frittate.
- Sanacciola (rucola selvatica)

soffritta in padella o bollita, ci si può anche condire la pasta o farci delle frittate.
- Sanapuni :

soffritta in padella o bollita, ci si può anche condire la pasta o farci delle frittate.
- Ciapparieddi (capperi selvatici):

conserve sottosale, sottolio o in salamoia.
- Sgarzedda:

soffritta in padella o bollita, ci si può anche condire la pasta.
- Purciddana:

viene consumata fresca, condita come una classica insalata.